# 赫德蘭方頭魚
赫德蘭方頭魚，又稱赫德蘭馬頭魚，為輻鰭魚綱刺尾鯛目弱棘魚科方頭魚屬的其中一種，分布於西澳大利亞赫德蘭港海域，棲息深度200-204公尺，體長可達26公分，棲息在沙泥底質的大陸棚，屬肉食性，生活習性不明。

## 擴展閱讀
維基物種上的相關：赫德蘭方頭魚